# Wälde (Loßburg)
Wälde ist ein Ortsteil der Gemeinde Loßburg im Landkreis Freudenstadt in Baden-Württemberg. Der ehemals selbständige Ort wurde im Zuge der baden-württembergischen Verwaltungsreform 1971 mit dem Nachbarort Betzweiler zur Doppelgemeinde Betzweiler-Wälde zusammengelegt, die durch einen Bürgerentscheid im Jahr 2006 mit Wirkung vom 1. Januar 2007 wiederum in der Gemeinde Loßburg aufging.

## Geographie

### Lage
Auf der Gemarkung Wälde liegen die Weiler Wälde und Breitenau sowie die Höfe Ellhalde, Hummelberg, Leimbach und Trollenberg.
Wälde liegt im Heimbachtal im mittleren Schwarzwald. Der Ort liegt ebenfalls im Gebiet des Naturparks Schwarzwald Mitte/Nord. Südlich von Wälde liegt das Naturschutzgebiet „Heimbachaue“. Zahlreiche vom Aussterben bedrohte Pflanzen und Tiere haben hier einen Schutz und Lebensraum gefunden.

### Nachbarorte
Nördlich von Wälde liegt Dottenweiler; ein Weiler, der zum Loßburger Ortsteil Sterneck gehört. Nordöstlich liegt Salzenweiler; ebenfalls ein Weiler, der zu Sterneck gehört. Südöstlich liegt Gundelshausen, ein Stadtteil von Dornhan. Südlich grenzt Betzweiler an Wälde. 24-Höfe grenzt westlich an Wälde.

## Geschichte
Wälde wurde um 1100 erstmals urkundlich erwähnt. Im Mittelalter gehörte der Ort zur Herrschaft Sterneck und fiel mit dieser 1749 an das Herzogtum Württemberg. Bei der Umsetzung der neuen Verwaltungsgliederung im Königreich Württemberg wurde Wälde 1807 dem Oberamt Sulz zugeordnet. 1824 wurde Wälde selbstständig, während davor Breitenau der Hauptort war.
Die Verwaltungsreform während der NS-Zeit in Württemberg führte 1938 zur Zugehörigkeit zum Landkreis Freudenstadt. Während des Einmarschs der französischen Armee am Ende des Zweiten Weltkriegs kam es durch Kriegshandlungen zu schweren Schäden in Wälde. Neben anderen Gebäuden brannte auch das Rathaus ab. Nach dem Zweiten Weltkrieg fiel Wälde in die Französische Besatzungszone und gelangte somit 1947 zum neu gegründeten Land Württemberg-Hohenzollern, welches 1952 im Land Baden-Württemberg aufging.
Bis 1970 war Wälde ein eigenständiger Ort. Am 1. Januar 1971 wurden die bis dahin selbstständigen Gemeinden Betzweiler und Wälde zur neuen Gemeinde Betzweiler-Wälde vereinigt. Im Jahr 2005 kamen erste Überlegungen auf, die Gemeinden Betzweiler-Wälde und Loßburg zusammenzuschließen. Diese wurden am 1. Januar 2007 umgesetzt: Betzweiler-Wälde wurde nach Loßburg eingemeindet.

## Verkehr

### Straße
Die nächste Autobahnanschlussstelle in Fahrtrichtung Norden (Stuttgart und Tübingen) befindet sich bei Horb am Neckar an der A 81, circa 30 Kilometer von Wälde entfernt. Die nächste Autobahnanschlussstelle in Fahrtrichtung Süden (Tuttlingen und Singen) befindet sich bei Oberndorf am Neckar ebenfalls an der A 81, circa 21 Kilometer von Betzweiler entfernt.

### Schiene
Der nächste Bahnhof befindet sich in Loßburg-Rodt an der Kinzigtalbahn.

### Bus
Die Buslinien 31 und 35 und der Verkehrs-Gemeinschaft Landkreis Freudenstadt fahren den Ort stündlich an und fahren in alle Nachbarorte von Wälde.